# Catedral de Le Mans
A Catedral de Le Mans (francês: Cathédrale St-Julien du Mans) é uma igreja católica da Diocese de Le Mans localizada em Le Mans, na França. A catedral é dedicada a São Julião de Le Mans, o primeiro bispo da cidade, que introduziu o cristianismo na região no começo do século IV. A sua construção data do século VI ao XIV e mostra diversos elementos do gótico francês.